# Татарская аристократия
Тата́рская аристокра́тия — высший слой татарского дворянства в России. Татарская аристократия в российском дворянстве сформировалась из числа высшей знати и служилых людей татарских ханств, перешедших на русскую службу в силу различных обстоятельств. Это были как представители правящей династии чингизидов — ханы и султаны, на русской службе цари и царевичи соответственно, так и представители служилого сословия — беки, мурзы и казаки — князья, мурзы и служилые татары соответственно.

## История

### История вхождения в состав русского дворянства
Наиболее значимым для мусульманской части тюркской феодальной знати стал указ, принятый 22 февраля 1784 года «О позволении князьям и мурзам татарским пользоваться всеми преимуществами российского дворянства», вышедший за год до публикации 21 апреля 1785 года «Жалованной грамоты дворянству Российской империи». В «Жалованной грамоте» впервые в наиболее полном виде был сформулирован юридический, политический и социальный статус дворянского сословия.
Часть татарских знатных родов, перешедших в XVI—XVII веках на службу к российским государям и возведенных ими в почетное дворянство, получили право пользования титулом «князей татарских». Они вошли в состав российского титулованного дворянства по 5 и 6 разрядам. Все титулы подразделялись по степеням на княжеские, графские, баронские. Исследователи отмечают, что титул князей татарских, также как и калмыцких, мордовских не обладал всеми достоинствами общего российского княжеского титула и считался стоящим после графов и баронов. Имеется значительное количество нетитулованных русских дворянских родов татарского происхождения (Карамзины, Мичурины, Тургеневы, Скрябины и другие).
Основанием включения в 5 и 6 части родословных книг послужило документальное подтверждение княжеского достоинства (жалованные государственные грамоты на недвижимое имение и другие письменные документы, утверждающие благородство).
Указом 1784 года татарские князья лишались одного из самых существенных прав российского дворянства — права «покупать, приобретать и иметь крепостных или подданных христианского исповедания», что сужало для татарских князей смысл дворянского звания.
Возведение в потомственное дворянство предоставляло личные права:
- выход из податного сословия
- освобождение от рекрутской повинности и телесных наказаний
- возможность определения на государственную службу, их дети пользовались льготами при получении образования

Не подвергая сомнению благородное происхождение родов, представивших документы, утверждать о признании государством их дворянского достоинства и внесении в родословные книги всех этих фамилий, нет достаточных оснований. В документе прямо указывается, что по резолюции Сената от 11 октября 1795 года по случаю встретившихся в Казанском губернском правлении «сомнений и даже открывающемся подлоге в некоторых доказательствах оных татарских родов, обращены дела в то правление для рассмотрения и утверждения подлинными делами в архивах хранящимися и другими способами сомнению не подтвержденными».
В ряде случаев утвержденные в дворянстве татарские фамилии были лишены своего звания из-за «несущественности доказательств».
Большинство из собранных на рубеже XVIII—XIX веков в Дворянском собрании и губернском правлении документов татарских родов ныне безвозвратно утеряны. Свою роль сыграли пожары присутственных мест 1815, 1842 годов, ликвидировавших значительную часть архивов этих учреждений. Также на это повлияла халатность чиновников.

#### Тарханы
В Аварском каганате тарханы были сборщиками дани, а также были представителями знати. В Первом Болгарском царстве означал высший военный чин, приравнивающийся к стратигу в Византии. В Хазарском каганате тарханы являлись высшим сословием военно-родовой аристократии, также было высоким званием в армии Тимура. 
В Российском государстве тарханами называли служилых татар и башкир, которые не платили ясака и не получали жалования.

В период кантонного управления башкирские тарханы юридически не были приравнены ни к одному из видов дворянства. Будучи свободными от всех денежных и натуральных повинностей, они несли военную службу. В 1821 г. губернскими властями были собраны сведения о количестве тарханов. Оказалось, что большинство потомственных тарханов давно затеряли свои грамоты, пожалованные царями. К тому же в сохраняющихся документах не было оговорено, что тарханы приравняются к дворянам. Поэтому генерал-губернатор П. К. Эссен решил «оставить их на правах прежних в башкирском сословии». Большинство тарханов было переведено в разряд рядовых башкир и лишь часть тарханов получила действительные офицерские чины, добилась личного и потомственного дворянства. Тем более это касалось следующих чинов. Личное дворянство присваивалось хорунжему, сотнику, есаулу, а заурядчинам до 1832 г. Армейские офицеры и классные чиновники получали звание потомственных дворян.— Статья «Дворяне ли тарханы?»

## Мурзы и князья
Вне зависимости от первоначальных титулов, в российские родословные книги татарская аристократия попала под титулами мурз и князей (аналог татарского титула мурза и хан).

##### Чабаталы мурзалар
Чабаталы мурзалар — тат. «лапотные князья», то есть люди, утверждающие наличие у себя дворянского титула, но не имевшие каких-либо удостоверений своего дворянского происхождения. Потомки аристократических тюркских и финно-угорских родов, не включенные в российские родословные книги.
Часть татарских дворян бежала от насильственной христианизации, теряя титул. Численность этой группы была заметна, даже получила своё разговорное название «чабаталы мурзалар» (князья в лаптях). Впоследствии некоторым удалось восстановить дворянство, большинство осталось государственными крестьянами (ясачными татарами и служилыми татарами, не имеющими дворянский титул), мещанами, купцами и др.
К концу XIX столетия в 11 губерниях Европейской части России, по данным переписи 1897 года, насчитывалось 4036 мужчин и 4183 потомственных дворянина и членов их семей, татар по происхождению, считавших родным татарский язык. С учетом личных дворян, чиновников, потомственных и личных почетных граждан, купцов количество лиц обоего пола, относившихся к привилегированным сословиям и слоям, достигала 11,5 тысяч человек.
В процентном соотношении к общей численности татарского населения в этих губерниях их доля составляла лишь 0,53 %. Здесь необходимо учитывать специфику Уфимской губернии, давшей почти 70 % всех зафиксированных потомственных дворян татарского происхождения. В отличие от остальных губерний, где татар этой группы можно с известной долей условности считать представителями привилегированных слоев, обладавших классными чинами, внесенными в родословные книги и т. п., в Уфимской губернии значительную их часть составляли так называемые «лапотные» князья.
По свидетельствам местного губернатора, в начале XX столетия большинство таких дворянских семей проживали в деревнях. Лишь некоторые из сельских обществ имели собственное самоуправление, а остальные подчинялись органам крестьянского волостного правления. Эти дворяне нисколько не отличались ни по воспитанию, ни по своим занятиям от крестьян-хлебопашцев. Никто из них не был занесен в губернскую родословную книгу, да и не возбуждал ходатайства об этом. Почти все они не имели документов, удостоверявших благородное происхождение.
По данным Всероссийской переписи 1897 г., большинство дворян-инородцев (в основном татар) Уфимской губернии (порядка 70 %) дал Белебеевский уезд.

## Татарские аристократические роды

### Чингизиды
- Ордынские
- Сибирские
- Чингисы

#### Гераи/Гиреи
- Острынцы
- Улан-Асанчуковичи.

### РодШирин
- Маликбашичи-Ширинские
- Мещерские
- Ширинские-Шихматовы

### РодАргын
- Аргинские
- Чанышевы (так же «касимовские княжеские роды»)

### РодБарын
- Барынские

### РодМангыт
- Байтерековы
- Кейкуатовы
- Кутумовы
- Сюндюковы
- Тупальские
- Урусовы
- Шейдяковы
- Юсуповы

### Род Мансур
- Мансурские

### РодЯшлау
- Сулешевы
- Яшлавские

### РодНайман
- Кричинские

### РодУйшун
- Юшинские

### Потомкипророка Мухаммеда
- Сеиды Шакуловы

### Беханиды
- Муратовы — возможно от князя Мурата, потомка князя Бехана
- Седехметевы — от князя Седехмета, дяди князя Акчуры
- Акчурины — от князя Акчуры Адашева
- Кудашевы — от князя Кудаша, сына князя Акчуры

- Дашкины — от князя Дашки Кудякова, сына князя Кудаша

- Ишеевы - от князя Ишея Барашева, внука князя Акчуры

- Тенишевы — от князя Тениша Кугуша, темниковского князя (так же «ценские княжеские роды»)
- Еникеевы — от князя Еникея Тенишева, темниковского князя, сына князя Тениша
- Кулунчаковы — от князя Кулунчака Еникеева, сына князя Еникея
- Терегуловы  — от Терегула Еникеевича Кульдяшева, ответвление Еникеевых
- Кашаевы — от князя Кулая, сына князя Акчуры

### Касимовские княжеские роды
- Булушевы — от князя Болуша Салтанглычева
- Байбековы- В родстве с князьями Тенибековыми (Тембяковыми). Родоначальником рода является касимовский служилый татарин Байбек Тенибеков, которому по указу царя Михаила Федоровича в 1618– 1619 гг. было пожаловано поместье в Касимовском уезде в селе Тарбаево (ныне Рязанская область)
- Кутушевы — от князя Кутуша Мурзагильдеева
- Максутовы — от князя Максута, «оглана»
- Семинеевы
- Тонкачевы — возможно от князя Тонкача, воеводы царевича Касима
- Алышевы
- Тулушевы
- Чанышевы — возможно от князя Чаныша Темгенева, сына князя Темгена

### Темниковские княжеские роды
- Девлеткильдеевы — от князя Девлеткильдея Тиняева, сына князя Тиняя Акишева
- Бибарсовы — от князя Бибарса Девлеткильдеева, сына князя Девлеткильдея
- Манмеевы — от князя Манмея Бибарсова, сына князя Бибарса
- Ефаевы — от князя Ефая
- Утешевы
- Бигловы
- Шихмаметевы

### Кадомские княжеские роды
- Аганины — первый известный представитель князь Чет Аганин
- Дивеевы — от князя Дивея Бутакова
- Мансыревы — от князя Мансыря Мердеулатова
- Мамины — возможно от князя Мамы, «выходца из Золотой Орды»
- Енгалычевы — от князя Янглыча Бедишева, внука князя Мамы
- Токшеиковы

### Цненские княжеские роды
- Темиревы — от князя Темиря Якшенина
- Енаевы
- Долотказины
- Бегильдеевы — от князя Бегильдея Каракчеева
- Амесевы
- Енгалычевы — от князя Янглыча Амесева (через его сына Невера мурзу Янглычева)
- Тенишевы — от князя Тениша Янглычева
- Сутюшевы — возможно от князя Сутуша Темгенева, сына князя Темгена

### Арзамасские княжеские роды
- Чегодаевы — от князя Чегодая Саконского
- Мустафины - от казанского царевича Муртазы Мустафина, сына царевича Мустафы.

### Алатырские княжеские роды
- Баюшевы — от князя Баюша Разгильдеева (возможно мордовское происхождение)
- Еналеевы
- Мангушевы
- Нагаевы
- Салтангозины

### Другие роды
- Аиповы — от князя Аипа Магметева, «казанца»
- Идельбердеевы
- Ижебердиевы
- Кугушевы
- Маматказины-Сакаевы
- Ямубеевы
- Ямбушевы

### Каринские арские князья
- Араслановы. Родоначальник — Арслан Хилялов, 6-е колено от князя Мухаммеда.
- Байкеевы. Родоначальник — Байкей мурза Бигеев, сын князя Биги и внук князя Яуша, 5-е колено от князя Гали.
- Бозяковы (Бузюковы). Родоначальник — Бузюк Чураев, 5-е колено от князя Мухаммеда.
- Деветьяровы. Родоначальник — князь Девлетьяр Мухаметказыев.
- Долгоаршинные. Родоначальник — Уразай Долгоаршин сын Арслана Мурсеитова, 8-е колено от князя Мухаммеда.
- Дуняшевы. Родоначальник — Дуняш (Денислам) Мурсеитов.
- Зянчурины. Родоначальник — Зянчура (Янчура) Дюняшев.
- Касимовы. Родоначальник — князь Касим Газиев, правнук князя Сейтяка.
- Сейтяковы. Родоначальник — князь Сейтяк Алисуфов, внук князя Гали.
- Хиляловы. Родоначальник — князь Хилал Халилов.
- Хузясеитовы (Хозясеитовы). Родоначальник — Хузясеит Янсеитов, внук князя Сейтяка.
- Яушевы. Родоначальник — князь Яуш, внук князя Гали.
- Рахмангуловы. Родоначальник — князь Урук (баш. Кинзябизово) правнук князя Гали (смена фамилии 1918 г.).